# Josh Hawley
Joshua David Hawley (ur. 31 grudnia 1979 w Springdale) – amerykański polityk, członek Partii Republikańskiej. Od 3 stycznia 2019 roku piastuje urząd senatora Stanów Zjednoczonych z Missouri.
Hawley urodził się w stanie Arkansas, jednak jego rodzina wkrótce przeniosła się do Missouri, gdzie się wychował. Jest absolwentem historii na Uniwersytecie Stanforda. Później ukończył też prawo na Yale Law School. Hawley jest też autorem biografii Theodore’a Roosevelta, którą opublikował w wieku 28 lat.
W 2016 roku Hawley z sukcesem ubiegał się o urząd prokuratora generalnego Missouri. Niedługo po objęciu tego urzędu ogłosił, że w 2018 roku zamierza wystartować przeciwko ubiegającej się o reelekcję senator z Partii Demokratycznej Claire McCaskill. Ostatecznie Hawley pokonał swoją rywalkę stosunkiem głosów 51%-46% i w styczniu 2019 roku rozpoczął 6-letnią kadencję senatora. W chwili objęcia urzędu był najmłodszym spośród wszystkich stu senatorów.
Jest żonaty, ma dwóch synów.